# Ficus capillipes
Ficus capillipes là một loài thực vật có hoa trong họ Moraceae. Loài này được Gagnep. mô tả khoa học đầu tiên năm 1927.